# Sisca Folkertsma
Sisca Folkertsma (Sloten, Frisia, Países Bajos; 21 de mayo de 1997) es una futbolista neerlandesa. Juega como delantera en el Feyenoord de la Eredivisie de los Países Bajos. Es internacional con la selección de los Países Bajos, con quien fue campeona de la Eurocopa Femenina 2017 tras lo cual fue nombrada junto a sus compañeras Caballero de la Orden de Orange-Nassau.

## Trayectoria
En 2012, Folkertsma comenzó su carrera profesional en el SC Heerenveen a la edad de 15 años, jugando en la liga belga-holandesa BeNe hasta 2015. En la primera temporada, el equipo terminó último, pero el rendimiento mejoró en la segunda temporada cuando terminaron cuartos en la liga general. En la última temporada terminaron en décimo lugar. La liga se disolvió en 2015, tras lo cual ambas países celebraron campeonatos separados y Folkertsma se unió al PSV Eindhoven. En las temporadas 2015-16 y 2016-17, el PSV ocupó el tercer lugar.
En 2017, la delantera fichó por el Ajax de Ámsterdam, equipo con el que ganó su primer campeonato en la Eredivisie 2017-18. Con el Ajax jugó también su primera Liga de Campeones. En la edición 2017-18 consiguieron ganar el torneo clasificatorio en Estonia con 3 victorias; en los dieciseisavos de final quedaron eliminadas tras una victoria por 1-0 de local seguido de una derrota 0-2 de visitante ante el subcampeón italiano ACF Brescia.
Para la temporada 2018-19 de la Eredivisie, Folkertsma se unió al FC Twente, jugando 20 partidos en los que marcó 3 goles y consagrándose campeona de la liga nuevamente. En la temporada 2019-20, solo fue sustituida en los últimos dos partidos, luego la temporada se canceló debido a la pandemia de COVID-19.

## Estadísticas

### Clubes
| Club                  | País         | Año             |
| --------------------- | ------------ | --------------- |
| SC Heerenveen         | Países Bajos | 2012 - 2015     |
| PSV Eindhoven         | Países Bajos | 2015 - 2017     |
| Ajax                  | Países Bajos | 2017 - 2018     |
| FC Twente             | Países Bajos | 2018 - 2021     |
| Girondins de Bordeaux | Francia      | 2021 - 2023     |
| Feyenoord             | Países Bajos | 2023 - presente |

## Palmarés

### Títulos nacionales
| Título                   | Club      | País         | Año     |
| ------------------------ | --------- | ------------ | ------- |
| Copa de los Países Bajos | Ajax      | Países Bajos | 2017-18 |
| Eredivisie               | Ajax      | Países Bajos | 2017-18 |
| Eredivisie               | FC Twente | Países Bajos | 2018-19 |

### Títulos internacionales
| Título                    | Equipo       | Sede         | Año  |
| ------------------------- | ------------ | ------------ | ---- |
| Campeonato Europeo Sub-19 | Países Bajos | Noruega      | 2014 |
| Eurocopa Femenina         | Países Bajos | Países Bajos | 2017 |

(*) Incluyendo la Selección